# Línia de defensa d'Amsterdam
La línia de defensa d'Amsterdam (en neerlandès: Stellingen van Amsterdam) és una anella de 135 km de llarg de fortificacions al voltant d'Amsterdam, està inscrit a la llista del Patrimoni Mundial de la Humanitat per la UNESCO el 1996.
Es compon de 42 fortaleses, i es troba en un marge d'entre 10 i 15 quilòmetres del centre, les terres baixes que poden ser fàcilment inundades en temps de guerra. La inundació va ser dissenyada per donar una profunditat d'uns 30 cm, de forma que fos insuficient per a les embarcacions moure's. Tots els edificis dins el radi d'un quilòmetre de la línia havien de ser de fusta, per tal de poder ser cremats i eliminades les obstruccions.
El Stellingen van Amsterdam va ser construït entre 1880 i 1920. La invenció de l'avió i el tanc va fer que els forts fossin obsolets gairebé tan aviat com foren acabats. Moltes de les fortificacions ara estan sota el control dels ajuntaments i el departament de la natura i es poden visitar. El Dia dels Monuments, el segon dissabte de setembre, es poden visitar amb l'entrada gratuïta.
El 26 de juliol de 2021 la UNESCO va afegir la Línia d'aigua holandesa (Hollandse Waterlinie) a la Línia de defensa d'Amsterdam per esdevenir les Línies de defensa d'aigua holandeses a la llista del Patrimoni Mundial de la Humanitat.

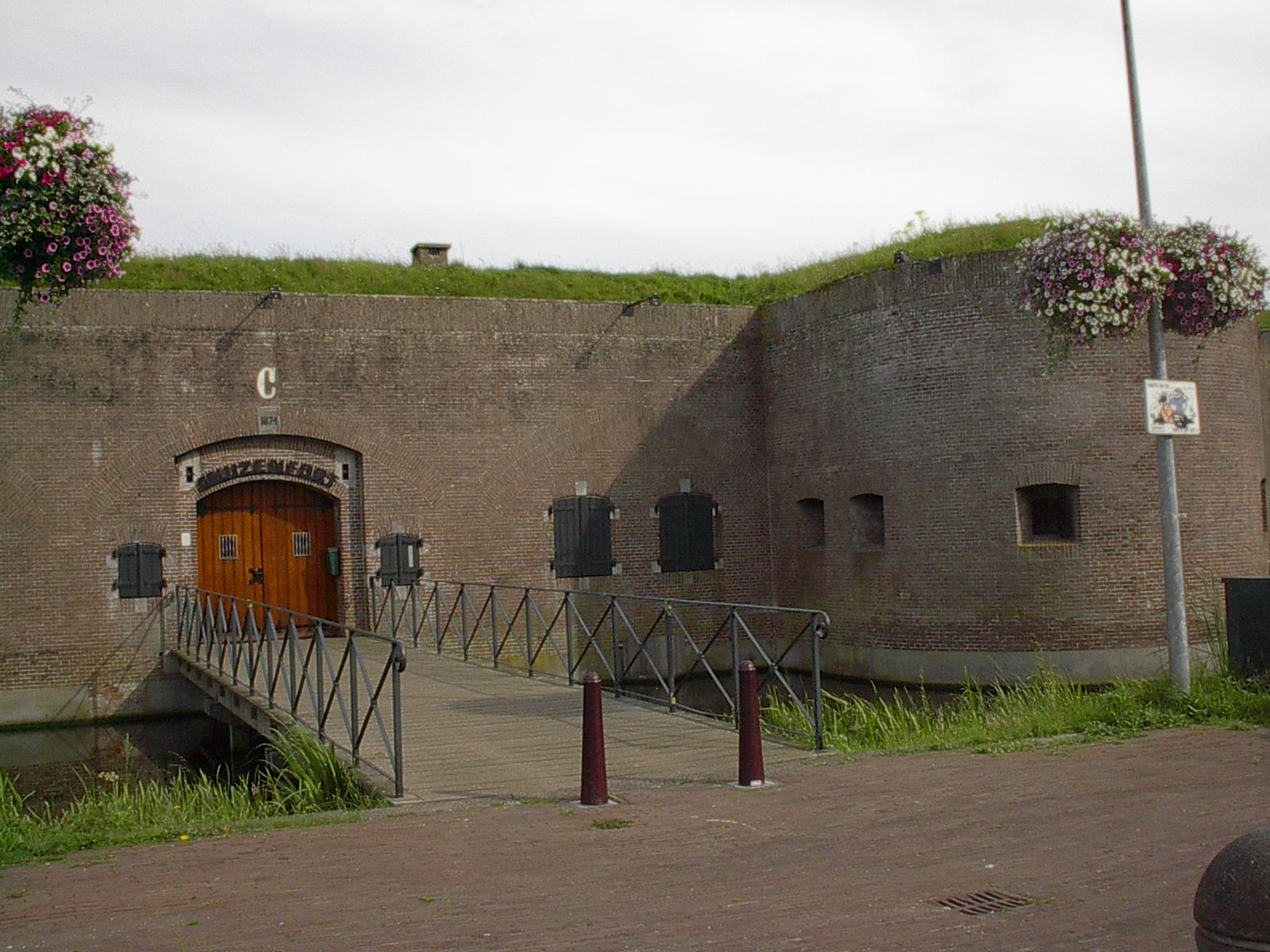
El Fort de Muizen